# 차자 표기법
차자 표기법(借字表記法)은 한자의 음과 훈을 빌려, 한국어를 기록하던 표기법을 말한다. 한자차용표기법이라고도 한다.
이는 향찰(鄕札)·이두(吏讀)·구결(口訣)·군두목(軍都目) 등을 통틀어 일컫는 말이다.